# Patrick Ewing, Jr.
Patrick Aloysius Ewing Jr. (Boston, Massachusetts, 20 de mayo de 1984) es un exjugador de baloncesto estadounidense. Mide 2,03 metros de altura, y jugaba en la posición de alero. Es hijo del mítico pívot de los Knicks de la década de los 90 Patrick Ewing.

## Trayectoria deportiva

### Universidad
Comenzó su andadura universitaria en Indiana, donde estudió sus dos primeros años. Su mejor actuación en su temporada de novato con los Hoosiers se produjo en un partido ante la Universidad de Morehead State, en el cual anotó 12 puntos y capturó 12 rebotes. Acabó el año promediando 2,8 puntos y 3,6 rebotes por encuentro. En su segundo año sus números mejoraron un poco, promediando 4,0 puntos y 3,8 rebotes. La temporada siguiente la pasó en blanco, debido a su solicitud de traslado a la Universidad de Georgetown, la misma universidad en la que estudió su padre, ya que las normas de la NCAA impiden a un jugador transferido jugar durante una temporada.
Ya en los Hoyas, en la temporada 2006-07 promedió 4,1 puntos y 2,1 rebotes, igualando su mejor marca anotadora (15 puntos) en las semifinales de la Big East Conference ante Notre Dame. En su temporada sénior fue elegido mejor sexto hombre de la Big East, tras mejorar sus números hasta los 6,1 puntos, 4,2 rebotes y 1,8 asistencias por partido. En esta temporada participó en el concurso de mates que se celebró durante la Final Four de esa temporada.
Se dio la circunstancia de que su entrenador en Georgetown, John Thompson III, es hijo de John Thompson, el que fuera entrenador de su padre, Patrick Ewing Sr.

### Profesional
Fue elegido en la cuadragesimotercera posición de la segunda ronda del Draft de la NBA de 2008 por Sacramento Kings, equipo con el que firmó contrato en julio de 2008.
En agosto de 2008 fue traspasado junto con Sean Singletary y Ron Artest a Houston Rockets, a cambio de Donté Greene, Bobby Jackson y una futura ronda del draft. Pero antes del comienzo de la temporada fue adquirido por los New York Knicks, el equipo donde jugó su padre, a cambio de los derechos del draft de Frédéric Weis. Sin embargo, dos días antes de comenzar la temporada 2008-09 fue cortado por el equipo, pasando a convertirse en agente libre
El 15 de diciembre de 2008 firmó por el equipo afiliado a los Knicks de la NBA D-League de los Reno Bighorns.
El 27 de agosto de 2010 ficha por los New York Knicks, pero fue cortado un día antes del comienzo de la competición.
El 26 de marzo de 2011 firma un contrato de 10 días con New Orleans Hornets para suplir al lesionado David West, y acaba siendo renovado para el resto de la temporada.
En julio de 2012 firmó por una temporada con el Telekom Baskets Bonn de la liga alemana. En enero de 2013 ficha por el Blancos de Rueda Valladolid de la liga ACB, tras ser cortado por el equipo alemán. El 19 de marzo, se desvincula del Valladolid.
En julio de 2013, se une a los Charlotte Bobcats para la NBA Summer League. El 28 de septiembre de 2013, firma por el Trikala Aries de la Liga griega.
En septiembre de 2014, firma por el Neas Kīfisias griego. Pero el 5 de enero de 2015, abandona el equipo. Ese mismo año se uniría al Al-Rayyan SC de la  Qatari Basketball League.

### Selección nacional
Ewing representó internacionalmente a Jamaica, disputando el Caribebasket de 2011, el Centrobasket 2012 y el Campeonato FIBA Américas de 2013.

### Entrenador
En febrero de 2021, se incorpora como técnico asistente a los Ottawa Blackjacks de la Canadian Elite Basketball League (CEBL).
El 18 de febrero de 2022, es elegido como técnico principal de los Newfoundland Growlers de la CEBL.

## Estadísticas de su carrera en la NBA

### Temporada regular
| Año     | Equipo      | PJ | PT | MPP | %TC  | %3P  | %TL  | RPP | APP | ROB | TPP | PPP |
| ------- | ----------- | -- | -- | --- | ---- | ---- | ---- | --- | --- | --- | --- | --- |
| 2010-11 | New Orleans | 7  | 0  | 2.7 | .000 | .000 | .750 | .3  | .3  | .0  | .1  | .4  |
| Total   | Total       | 7  | 0  | 2.7 | .000 | .000 | .750 | .3  | .3  | .0  | .1  | .4  |